# Richard Sanderson
Richard Sanderson (Taplow, 1953. március 5. –) brit énekes.

## Élete
Skót apa és francia anya fia. Ötévesen kezdett zongorázni tanulni, és 21 évesen saját zenekart alapított.
A legismertebb dala az 1980-ban megjelent "Reality", Vladimir Cosma szerzeménye, amely a Házibuli című film betétdala is volt, és amely 15 országban szerezte meg a zenei toplisták első helyét, továbbá olyan dalok mint a "So Many Ways" és a "She's a Lady". 
Most történelmi filmeket zenésít meg és klezmer zenei CD-ket készít. Párizs környékén él feleségével és három lányával.

## Diszkográfia

### Stúdióalbumok
- 1979: No Stickers Please
- 1980: La Boum (filmzene)
- 1981: I'm in Love
- 1982: Surprise (filmzene)
- 1983: Gym Tonic (15 dal szerzője)
- 1984: Fairy Tale (filmzene)
- 1987: Reality
- 1990: Anytime at All
- 1999: Legend: Visiting The Testament
- 2006: Les Plus Belles Chansons D'amour Du Cinema
- 2009: Re-creátion
- 2011: Sings The Classics

### Kislemezek
- 1979: Never Let You Go
- 1980: Reality (Wiederveröffentlichung 1986)
- 1980: I Feel the Music
- 1981: She’s a Lady
- 1981: When I’m in Love
- 1982: Your Eyes
- 1982: Lovely Lady
- 1983: Check on the List
- 1983: Stiamo insieme
- 1983: Sun
- 1984: See What’s Going On
- 1987: Maybe You’re Wrong
- 1987: When Fortune Reigns
- 1988: So Many Ways
- 1990: Anytime at All
- 1990: When the Night Comes
- 1992: Find a Reason (feat. Strawberry)[4]